# Джорджтаун (Делавэр)
Джорджтаун (англ. Georgetown) — город в штате Делавэр (США). Административный центр округа Сассекс. По оценкам 2019 года число жителей города составляло 7563 человека (8-й в штате).
Город входит в метрополитенский статистический ареал Солсбери — Делавер.

## Географическое положение

Джорджтаун на карте округа

Джорджтаун находится в центре округа Сассекса. Через город проходят дороги US 113, US 9, DE 18, DE 404, DE 18.

## История
В 1631 году голландские колонисты основали первое поселение в штате Делавэр в Льюисе. Это было первое и единственное поселение в регионе долгое время. Льюис был главным претендентом на место окружного центра, когда позже были созданы три округа на территории Делавера. Однако, Льюис находился на границе округа, поэтому жители подали петицию о переносе администрации в географический центр. В 1791 году была приобретена земля в центре округа для нового поселения и началось строительство здания окружного суда. Город был назван Джорджтауном в честь комиссара Джорджа Митчелла, который был одним из активистов переноса окружного центра в Джорджтаун.

## Население
| Год переписи | Нас. |  | %±     |
| ------------ | ---- |  | ------ |
| 1850         | 777  |  | —      |
| 1860         | 553  |  | −28,8% |
| 1870         | 710  |  | 28,4%  |
| 1880         | 895  |  | 26,1%  |
| 1890         | 1353 |  | 51,2%  |
| 1900         | 1658 |  | 22,5%  |
| 1910         | 1609 |  | −3%    |
| 1920         | 1710 |  | 6,3%   |
| 1930         | 1763 |  | 3,1%   |
| 1940         | 1820 |  | 3,2%   |
| 1950         | 1923 |  | 5,7%   |
| 1960         | 1765 |  | −8,2%  |
| 1970         | 1844 |  | 4,5%   |
| 1980         | 1710 |  | −7,3%  |
| 1990         | 3732 |  | 118,2% |
| 2000         | 4643 |  | 24,4%  |
| 2010         | 6422 |  | 38,3%  |
| 2016         | 7206 |  | 12,2%  |

По данным переписи 2010 года население Джорджтауна составляло 6422 человека (из них 50,3 % мужчин и 49,7 % женщин), в городе было 1847 домашних хозяйств и 1223 семей. На территории города было расположено 2030 постройки со средней плотностью 152,4 построек на один квадратный километр суши. Расовый состав: белые — 46,6 %, афроамериканцы — 14,5 %, азиаты — 1,1 %, коренные американцы — 4,3 %. 47,8 % имеют латиноамериканское происхождение.
Население города по возрастному диапазону по данным переписи 2010 года распределилось следующим образом: 29,1 % — жители младше 18 лет, 4,1 % — между 18 и 21 годами, 54,6 % — от 21 до 65 лет и 12,2 % — в возрасте 65 лет и старше. Средний возраст населения — 29,2 лет. На каждые 100 женщин в Джорджтауне приходилось 101,3 мужчины, при этом на 100 совершеннолетних женщин приходилось уже 101,3 мужчин сопоставимого возраста.
Из 1847 домашних хозяйств 66,2 % представляли собой семьи: 42,8 % совместно проживающих супружеских пар (20,5 % с детьми младше 18 лет); 16,4 % — женщины, проживающие без мужей и 7,0 % — мужчины, проживающие без жён. 33,8 % не имели семьи. В среднем домашнее хозяйство ведут 3,38 человека, а средний размер семьи — 3,73 человека. В одиночестве проживали 26,4 % населения, 12,6 % составляли одинокие пожилые люди (старше 65 лет).

## Экономика
В 2014 году из 5150 человека старше 16 лет имели работу 2751. При этом мужчины имели медианный доход в 25 625 долларов США в год против 37 276 долларов среднегодового дохода у женщин. В 2014 году медианный доход на семью оценивался в 46 750 $, на домашнее хозяйство — в 46 708 $. Доход на душу населения — 23 090 $ в год.